# Francisco Sarabia, Aguascalientes
Francisco Sarabia är en ort i Mexiko.   Den ligger i kommunen El Llano och delstaten Aguascalientes, i den centrala delen av landet, 400 km nordväst om huvudstaden Mexico City. Francisco Sarabia ligger 2 027 meter över havet och antalet invånare är 625.
Terrängen runt Francisco Sarabia är huvudsakligen platt, men österut är den kuperad. Runt Francisco Sarabia är det tätbefolkat, med 276 invånare per kvadratkilometer. Närmaste större samhälle är Palo Alto, 8,0 km sydost om Francisco Sarabia. Trakten runt Francisco Sarabia består i huvudsak av gräsmarker.